# Centre Delàs d'Estudis per la Pau
El Centre Delàs d'Estudis per la Pau, també conegut com a Centre Delàs, és una entitat independent d'anàlisi de pau, seguretat, defensa i armamentisme. Mitjançant el treball d’estudi crític, campanyes de sensibilització i mobilització social sobre els efectes negatius del militarisme i conflictes armats, el centre desenvolupa una tasca de referència en temàtiques relacionades amb el desarmament i la pau.
El Centre Delàs neix l’any 1999 en el si de l’entitat Justícia i Pau de Barcelona, i després l’impacte de la seva Campanya Contra el Comerç d’Armes (C3A) iniciada la tardor de 1988. El nom del centre ret homenatge a Josep Manuel de Delàs I Ugarte, militar i activista social català, qui des de la seva arribada a Girona fins a la seva mort va estar vincular a l’entitat anteriorment mencionada. El 2015 el Centre adquireix personalitat jurídica pròpia.

## Investigació
El treball de l’entitat és el resultat del compromís voluntari d’entre 30 i 40 experts del sector. El seu equip de treball el conformen tant investigadores amb una llarga i reconeguda trajectòria així com noves incorporacions i estudiants en pràctiques.
La línea d’investigació es centra en els efectes nocius del militarisme, principalment la despesa militar, la Recerca i el Desenvolupament (R+D) militar, la fabricació i comerç d’armes, així com també la denúncia del compromís dels estats amb aquestes matèries.
Amb la finalitat de promoure alternatives no violentes per abordar els problemes socials i polítics actuals, a data de juliol de 2023, l’entitat ha publicat un total de 60 informes. També, el centre ha col·laborat en la publicació de 32 llibres.

## Premis i reconeixement
La campanya Banca Armada impulsada pel Centre Delàs juntament amb quatre altres entitats, va rebre l’any 2017 el premi 33è Memorial per la Pau Josep i Liesel Vidal per la seva labor en matèria de pau i crítica als bancs pel seu finançament de la indústria militar. D’altra banda, La Fundació Horta Sud li va atorgar al Centre Delàs l’any 2018 la Menció Colibrí, degut a la seva lluita pel desarmament.
Recentment, l’any 2021, la III edició dels Premios Desalambre, organitzats pel mitjà de comunicació elDiario.es, va premiar l’informe “Finançament de les armes de la guerra del Iemen. Anàlisi del finançament de les empreses d’armes que han exportat a Aràbia Saudita i Emirats Àrabs Units. 2015 - 2019”, reconeixent-lo com el millor treball de documentació i investigació i aplaudint així la qualitat del periodisme. A més a més, aquest mateix any la ciutat de Castellò li va atorgar el premi per la Pau Vicent Martínez Guzmán, reconeixent així la seva línea d’acció.

## Xarxa
El Centre Delàs és membre del International Peace Bureau (IPB); European Network Against Arms Trade (ENAAT); Asociación Española de Investigación para la Paz; Lafede.cat - Organitzacions per a la Justícia Global; Coordinadora Valenciana ONGD; Plataforma Aturem la Guerra; Internacional de Resistentes a la Guerra; ICAN; Campaign to Stop Killer Robots; Cluster Munition Coalition; International Action Network on Small Arms; INEW; Prou Complicitat amb Israel i laTaula Catalana per la Pau i els Drets Humans a Colòmbia.
Altrament, col·labora amb diversos organismes amb els quals comparteix ètica com ara bé el Stockholm Internacional Peace Research Institut (SIPRI); Transnational Institute (TNI); Stop Wapenhandel; European Center for Constitutional and Human Rights; Mwatana for Human Rights; PAX; Greenpeace; Amnistía Internacional; Desarma Madrid; Escola de Cultura de Pau; Institut de Drets Humans de Catalunya; Institut Internacional per a l’Acció Noviolenta (NOVACT); Universitat Internacional de la Pau; SETEM; Finançament Ètic i Solidari (FETS); SUDS; Servei Civil Internacional de Catalunya; Fundació Novessendes; Caravana Abriendo Fronteras; Instituto de la Paz y los Conflictos (IPAZ); Servei d’Informació de l’Objecció Fiscal (SIOF) i Fundación Finanzas Éticas.